# Ochromyscus yemeni
Ochromyscus yemeni is een knaagdier uit het geslacht Ochromyscus dat voorkomt in Noord-Jemen en Zuidwest-Saoedi-Arabië. Deze soort werd oorspronkelijk beschreven als een ondersoort van Myomys fumatus (=Myomyscus brockmani), maar is veel groter, heeft een lichtere vacht en heeft relatief grotere oren. Het karyotype bedraagt 2n=36, FNa=36. DNA-onderzoek geeft tegenstrijdige resultaten over de verwantschappen van deze soort: mitochondriaal DNA geeft een verwantschap met Praomys verschureni aan, terwijl DNA uit de celkern aangeeft dat M. yemeni, samen met M. brockmani, verwant is aan Stenocephalemys.